# 統合基本航空機訓練システム計画
統合基本航空機訓練システム計画（とうごうきほんこうくうきくんれんしすてむけいかく、英語：Joint Primary Aircraft Training System, JPATS)は、アメリカ空軍とアメリカ海軍による共通の練習機導入計画である。複数の航空機メーカーによる提案を経て、1995年にPC-9 Mk.IIがビーチクラフトT-6テキサンIIとして採用された。

## 背景
| アメリカ空軍のT-37 |  | アメリカ海軍のT-34C |
| アメリカ空軍のT-37 |  | アメリカ海軍のT-34C |

1980年代、アメリカ空軍は基本練習機にセスナT-37を運用していたが、T-37は1956年に運用が始まった機体で後継機が必要とされていた。空軍は、次世代練習機計画(Next Generation Trainer、NGT計画)で1982年にフェアチャイルドT-46を採用し、1991年までに650機を配備する予定だった。しかし開発コストの増大から、1機当たりの単価が開発開始時点で150万ドルだったものが、1985年2月の段階で300万ドルまで倍増していた。そのため、連邦政府の歳出削減を義務付けた1985年のグラム・ラドマン・ホリングス法の対象となったT-46の導入予算は、1987年の会計年度予算案に計上されず、次世代練習機計画は頓挫した。
一方、アメリカ海軍は基本練習機にT-34Cターボメンターを運用していた。T-34Cは1977年から運用が始まった機体だったが、原型のT-34は1953年に採用された機体で、設計の旧式化は否めなかった。
そこで1988年、アメリカ空軍とアメリカ海軍は練習機の近代化にあたって共通の練習機を導入し、配備や運用、訓練のコストを削減することで合意した。

## 公募
こうして空軍と海軍で同一機種を導入することとなったが、空軍と海軍が求める練習機は必ずしも同じ設計ではなかった。空軍がT-37と同じ並列複座を希望したのに対し、海軍はT-34Cと同じタンデム複座を希望した。また、基本練習機の前に飛行適正検査機による飛行がある空軍は、ターボファンエンジンを搭載する純ジェット機を希望したのに対し、最初から基本練習機による飛行を行う海軍はターボプロップエンジン搭載のプロペラ機を希望した。
1994年5月18日にJPATS計画の提案依頼書が公表され、業者の公募が始まった。700機以上もの大口受注が見込まれることから、提案依頼書には8社が応じ、うち7社はアメリカ国外の練習機を米空海軍向けに改修した機体を提案した。
- アライドシグナル/アエロ・ヴォドフォディ（英語版） - アライドシグナル L-139アルバトロス2000[1]
- ビーチクラフト（レイセオン傘下）/ピラタス - ビーチクラフトPC-9 Mk.II
- セスナ - セスナ 526（英語版）
- ノースロップ（応札後、合併してノースロップ・グラマン）/エンブラエル - ノースロップEMB-312H
- グラマン（応札後、合併してノースロップ・グラマン）/SIAI-マルケッティ - グラマンS-211A
- ロッキード（1995年に合併でロッキード・マーティン）/アエルマッキ - ロッキードMB-339 TバードII
- ロックウェル/ライン航空機製造（ドイツ語版） - ロックウェル レンジャー 2000
- ヴォート（応札後、ノースロップ・グラマン傘下）/FAdeA（英語版、スペイン語版） - ヴォート パンパ2000

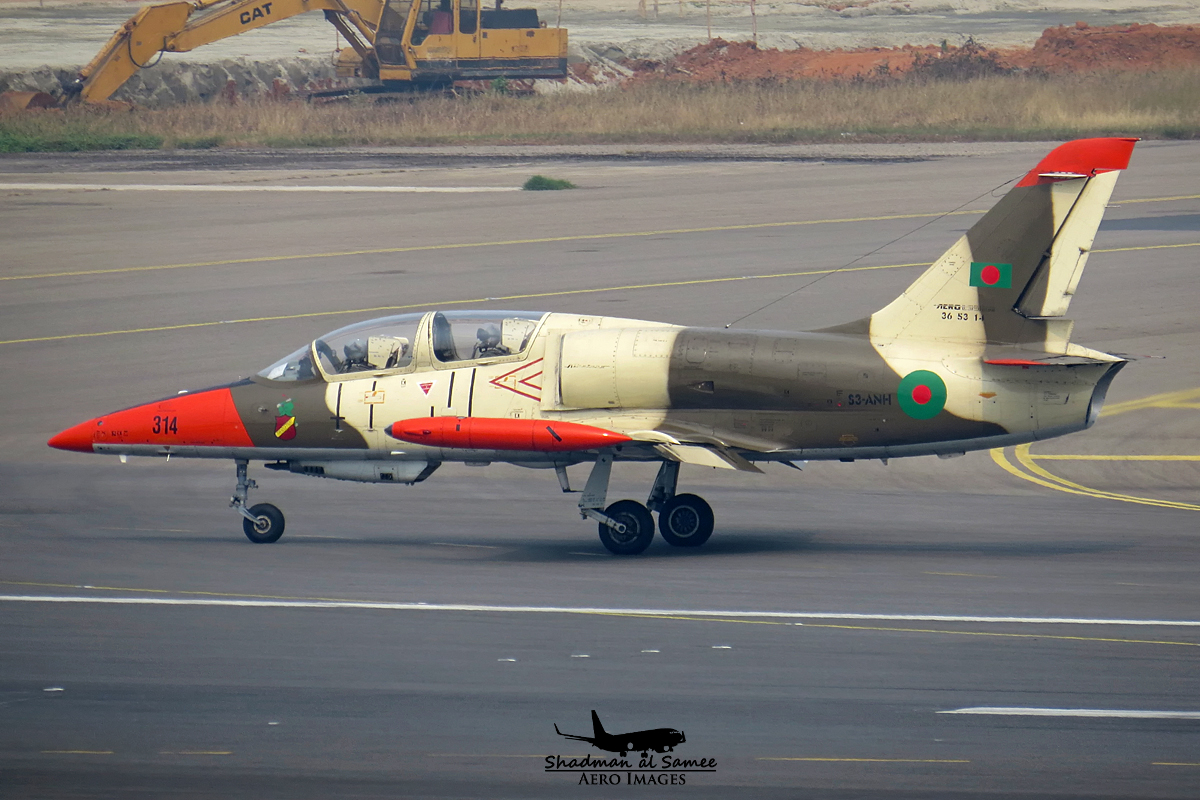
アライドシグナル L-139アルバトロス2000（画像はバングラデシュ空軍のL-39ZA、2016年）
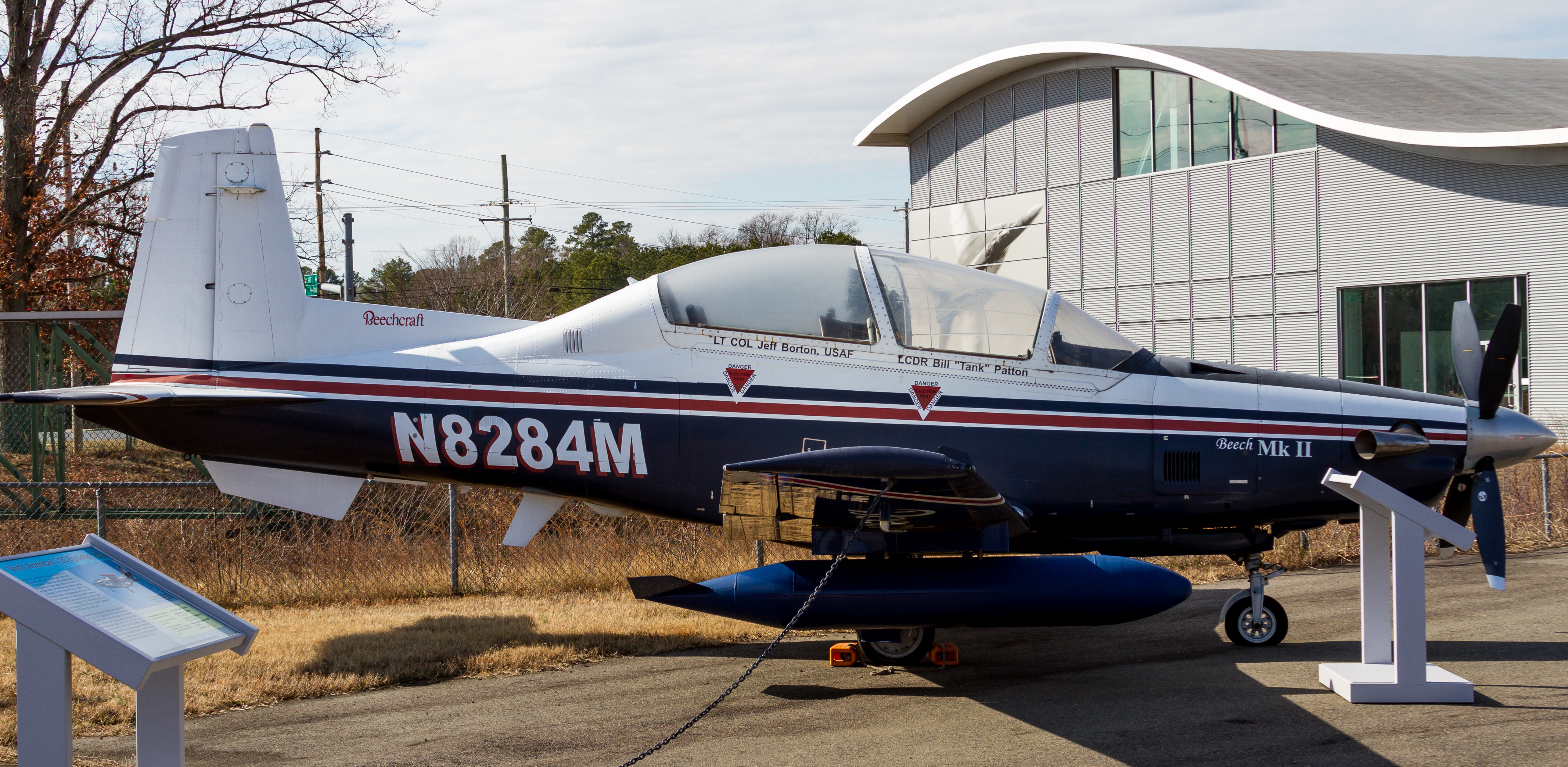
ビーチクラフトPC-9 Mk.II（画像は試作機、2018年）
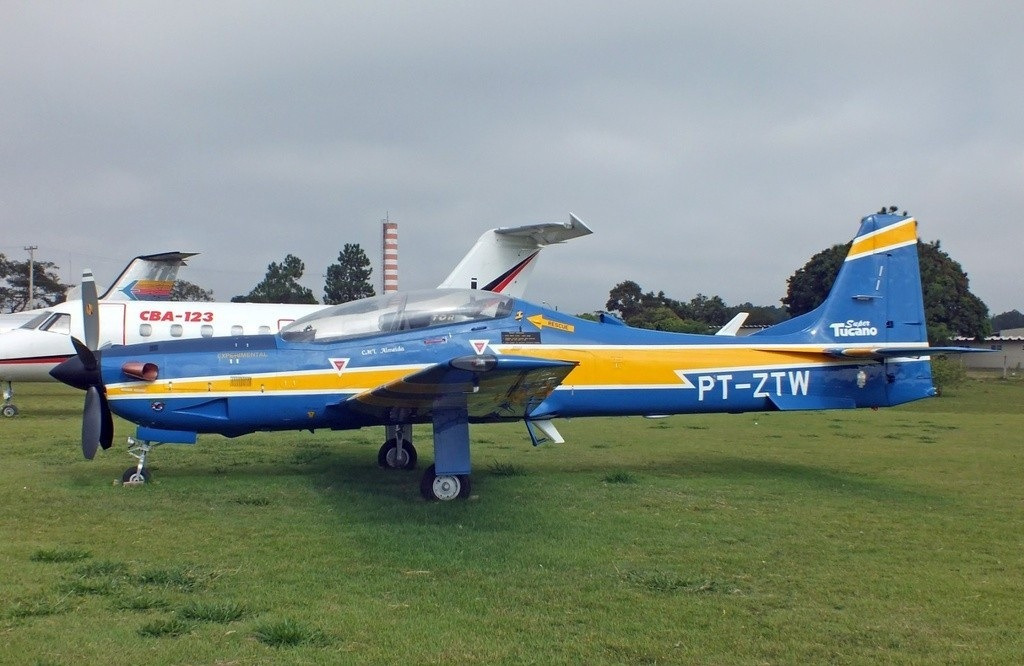
ノースロップEMB-312H（画像は試作機、2012年）
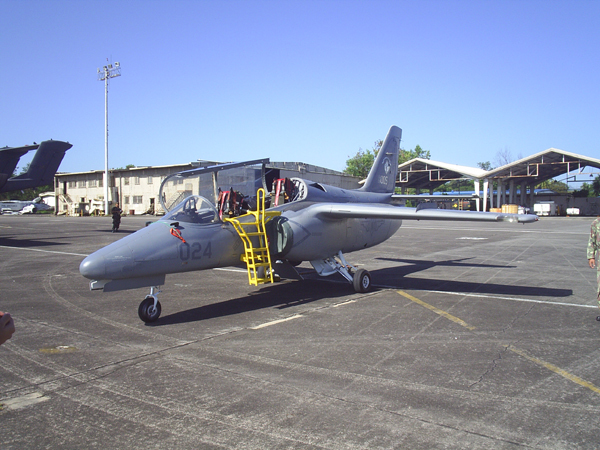
グラマンS-211A（画像はフィリピン空軍のS-211、2008年）
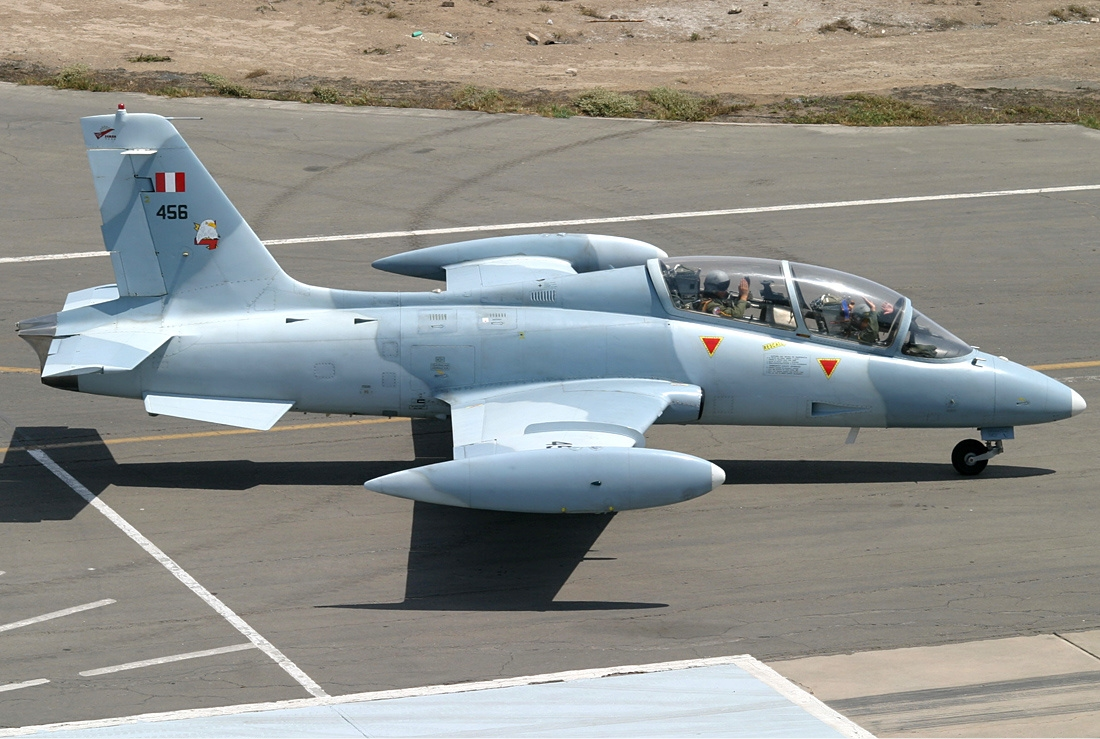
ロッキードMB-339 TバードII（画像はペルー空軍のMB-339AP、2010年）
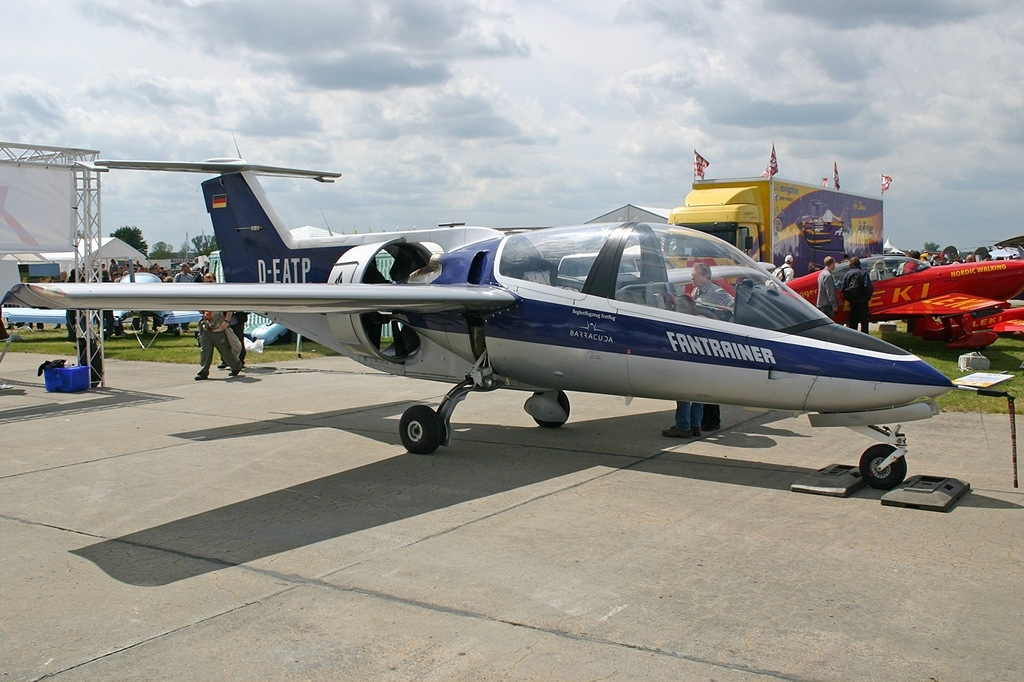
ロックウェル レンジャー 2000（画像は原型となったRDBファントレーナー、2006年）
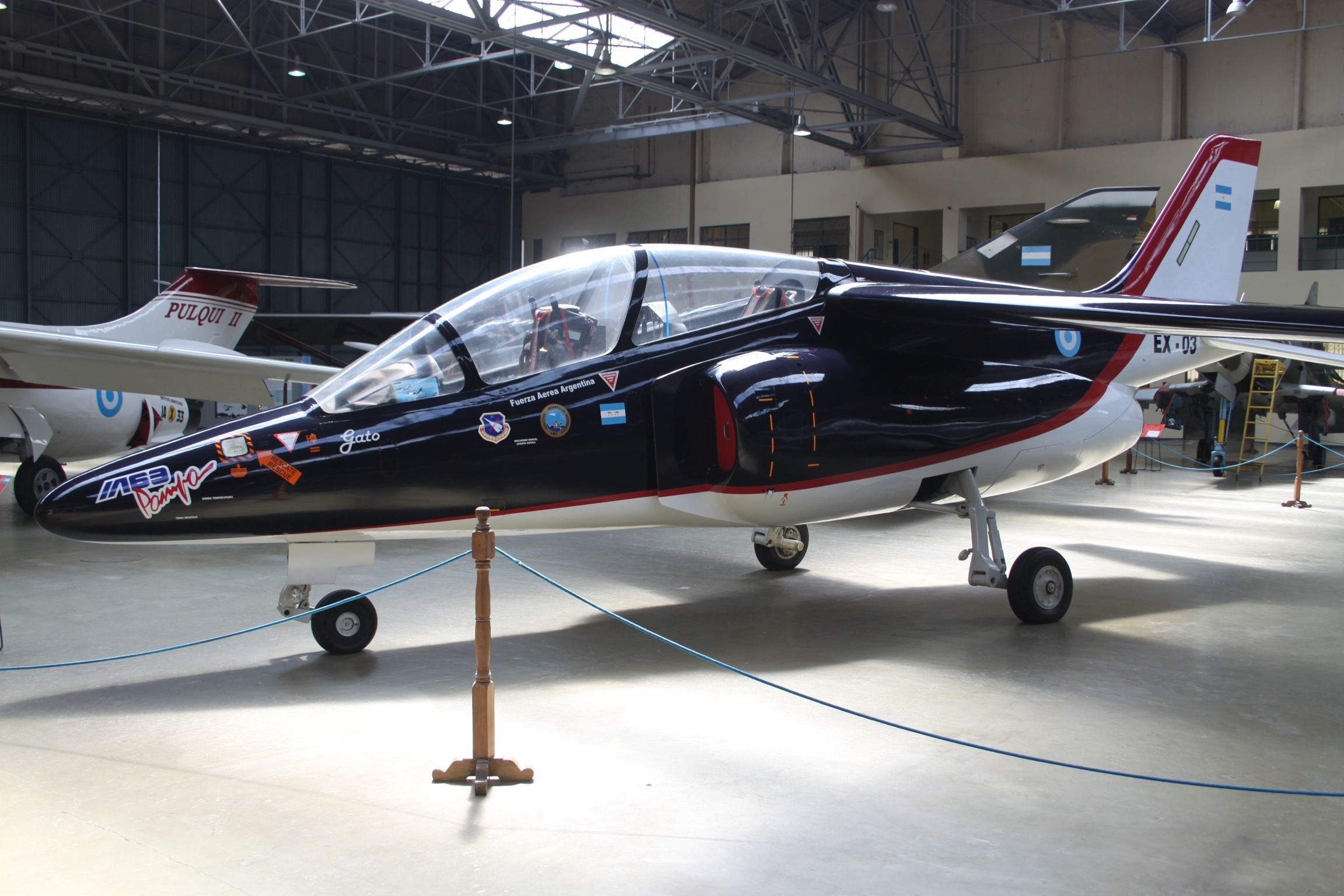
ヴォート パンパ2000（画像はIA63試作3号機、2008年）

## 採用

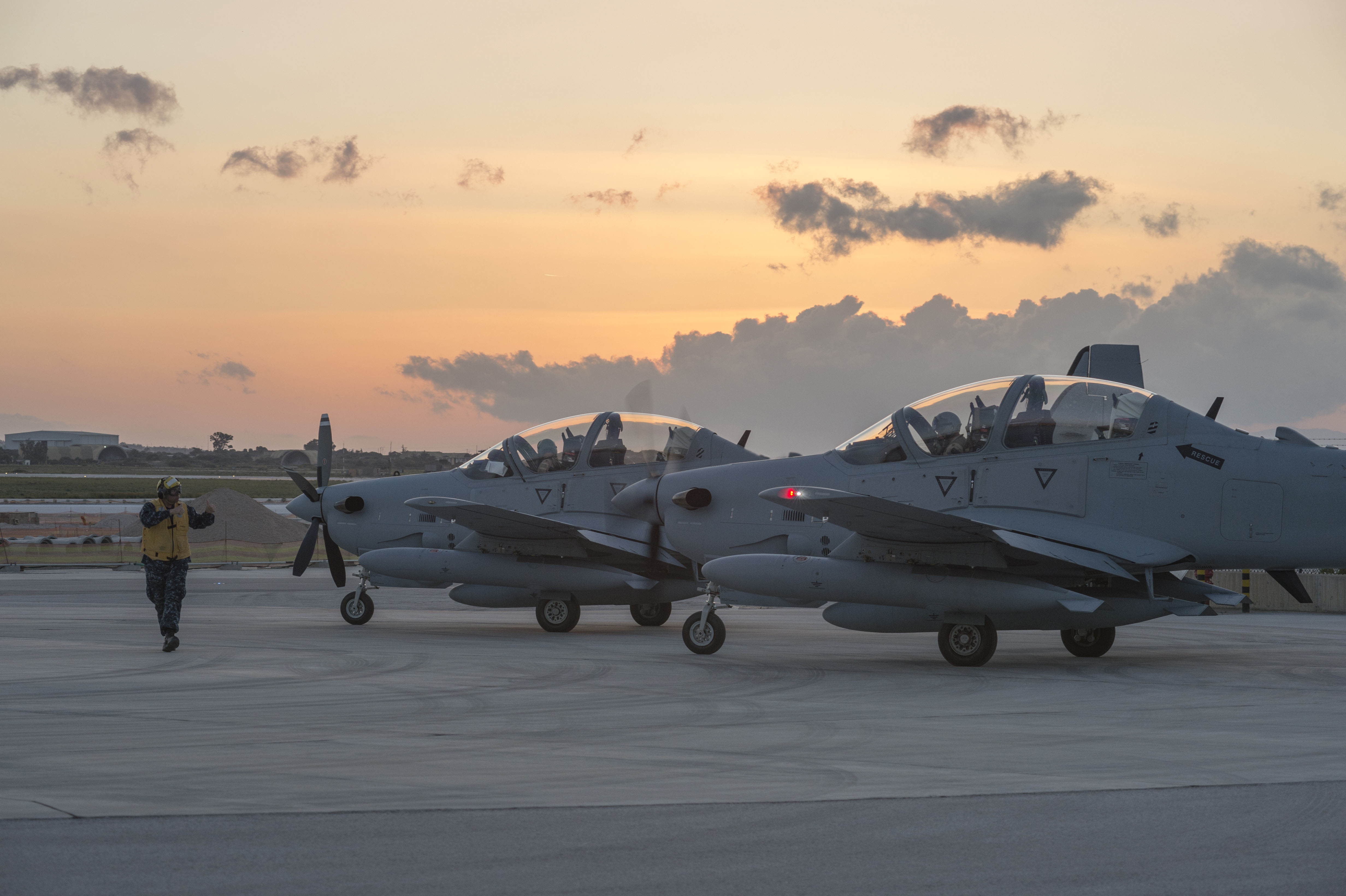
アフガニスタンにおけるA-29

業者選定には14ヶ月が費やされ、実機とコックピットのモックアップ、さらに数千ページに及ぶ各社の提案に対する評価書を元に、1995年6月22日、ビーチクラフトが提案したピラタスPC-9 Mk.IIが選定された。ピラタスPC-9 Mk.IIはT-6テキサンIIの制式名が与えられ、空軍の航空教育・訓練軍団と海軍の海軍航空訓練軍団に配備されたほか、カナダ空軍などアメリカ国外の空軍にも採用され、850機以上が製造されている。T-6テキサンIIの試作機は、パタクセント・リバー海軍航空博物館で展示されている。
落選した機体のうち、EMB-312Hはブラジル空軍の軽攻撃機（ALX）に再提案され、エンブラエル EMB-314の名で採用された。EMB-314は10ヶ国以上で採用されたほか、アメリカの民間軍事会社ブラックウォーターUSA社もアメリカ海軍の特殊部隊Navy SEALsを支援する機体として採用した。さらに、アメリカ空軍がアフガニスタン空軍に供与する軽航空支援(LAS)計画に選定され、A-29の名で製造されている。L-139は、L-159の技術を取り入れた改良型L-39NGに発展し、アメリカやチェコの民間軍事会社に改良キットとして採用され、アメリカ空軍やチェコ空軍の訓練支援に用いられている。

## 参考資料
1. 1 2  青木謙知・監修『週刊ワールド・エアクラフト』通巻13号 デアゴスティーニ・ジャパン 2000年 P.30
2. 1 2 3  “ビーチクラフト T-6 テキサンII 航空機徹底ガイド”.   FlyTeam. 2021年3月6日閲覧。
3. 1 2  松崎豊一・編著『米軍機ハンドブック'97』 原書房 1996年 ISBN 4-562-02878-5 P.105